# کاهش کربونیل

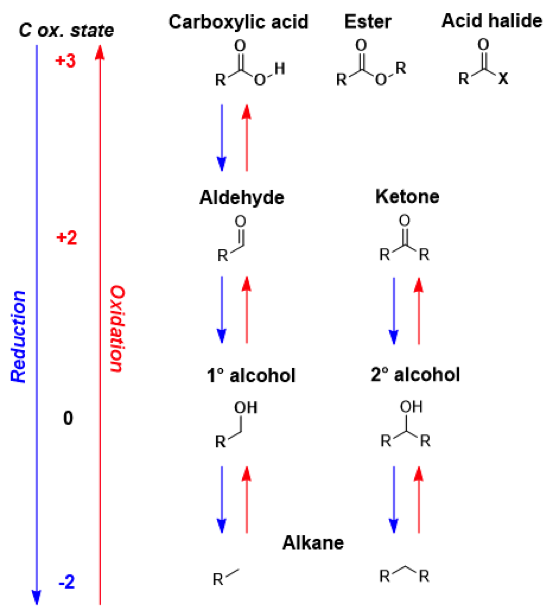

در شیمی آلی ، کاهش کربونیل(به انگلیسی: Carbonyl reduction) نوعی واکنش کاهشی آلی است  که در آن گروه کربونیل توسط یک ماده کاهنده  احیا می شود. 
ترکیبات کربونیل متداول عبارتند از: کتون ، آلدهید ، اسیدهای کربوکسیلیک ، استرها و هالیدهای اسید. بسته به قدرت ماده کاهنده، اسیدهای کربوکسیلیک ، استرها و اسیدهای هالید اسید می توانند به آلدهیدها یا یک مرحله فراتر به الکل های نوع یک کاهش پیدا کنند. آلدهیدها و کتون‌ها می توانند به ترتیب به الکل های نوع اول و دوم کاهش یابند.   